# Mercedes Águeda Villar
Mercedes Águeda Villar (ur. w 1945 w Madrycie) – hiszpańska historyczka, krytyczka i kuratorka sztuki. 
Od 1972 roku wykłada historię sztuki na Uniwersytecie Complutense w Madrycie. Od 1973 pracuje w Muzeum Prado. Jej praca naukowa i publikacje dotyczyły rysunków Mengsa, korespondencji między Franciskiem Goyą a jego przyjacielem Martínem Zapaterem oraz kartonów do tapiserii i portretów konnych autorstwa Goi. Jako kurator sztuki jest odpowiedzialna za liczne wystawy.

## Publikacje
- Obras de D. Antonio Rafael Mengs publicadas por José Nicolás de Azara, 1989.
- Goya: imaginación romántica y disparates en la Fundación Lázaro Galdiano, katalog wystawy, 2005.
- Antonio Rafael Mengs (1728–1779), katalog wystawy, 1980.
- Francisco de Goya: cartas a Martín Zapater we współpracy z Xavierem de Salas, 2003.
- «La Tirana» de Francisco de Goya, 2001.